# 安东尼奥·佩尼亚尔韦尔
安东尼奥·佩尼亚尔韦尔（西班牙語：Antonio Peñalver，1968年12月1日—），西班牙男子田径运动员。他曾代表西班牙参加1988年、1992年和1996年夏季奥林匹克运动会田径比赛，其中1992年奥运会获得一枚银牌。